# The House Across the Lake
The House Across the Lake è un film del 1954 diretto da Ken Hughes.
Il soggetto è tratto dal romanzo High Wray dello stesso regista Ken Hughes.
Negli Stati Uniti, è stato rititolato Heat Wave.

## Trama
Uno scrittore americano di nome Mark Kendrick è andato a vivere sul lago Windermere per ritrovare ispirazione. Sulla sponda opposta a quella della sua modesta abitazione, c'è una casa enorme dove si tengono grandi feste che, peraltro, lo disturbano.
Durante una di queste, Carol Forrest, la padrona di casa di questa sontuosa villa, lo chiama al telefono pregandolo di offrire la sua lancia a degli ospiti che per un guasto non riescono ad attraversare il lago e raggiungerli. Mark, ormai distratto dal suo lavoro, accetta e, raggiunta l'altra sponda con gli ospiti, è accolto dalla bellissima padrona di casa che lo ringrazia e lo invita alla festa. L'uomo, da subito attratto dall'affascinante Carol, accetta, assistendo a come la stessa flirti con il pianista Vincent.
Mentre sta per andarsene, Mark viene trattenuto da Beverly, il padrone di casa, che si tiene distante dalla festa, ma poi ha piacere a bere qualcosa con lui e fare una partita a biliardo. L'uomo svela allo scrittore di essere ancora innamorato di sua moglie che, però, intrattiene continue relazioni con uomini diversi. Mark è anzi messo in guardia, perché la donna avrebbe un debole per gli artisti.
Fattasi mattina, Mark conosce anche Andrea, la figlia di prime nozze del ricchissimo Forrest, che odia la matrigna. Quindi assiste imbarazzato ad una lite familiare, scaturita appunto dalla sfacciataggine di Carol che non nasconde la sua relazione con il pianista.
Mark se ne va ma resta in contatto con i Forrest. Deve poi affrontare i problemi con la casa editrice che lo convoca a Londra per licenziarlo. Lo scrittore perde anche il suo agente entrando in una grave crisi economica. L'amicizia con il miliardario Forrest potrebbe giovargli, ma poi torna in contatto anche con Carol che, lasciato Vincent, può intraprendere una relazione con lui.
Chiamato dall'amico Beverly a fare un giro sulla sua nuova barca, Mark accetta, dovendo poi passare la giornata proprio con la moglie di lui, ora divenuta sua amante. Quando il lago si copre di una coltre di nebbia spessissima, durante una manovra per evitare una collisione, Beverly cade pesantemente battendo la testa e perdendo i sensi. Carol propone allora a Mark di buttarlo nel lago e risolvere così i loro problemi. L'uomo la crede pazza e corre in cabina per soccorrere l'amico ferito, ma quando torna sul ponte, la donna ha già provveduto da sola a sbarazzarsi del marito.
Tornati a terra i due danno l'allarme e parlano di un incidente. Mark mente anche ad Andrea mentre l'ispettore MacLennan avanza dei dubbi sull'accaduto. Ritrovato il corpo dell'uomo, il caso viene chiuso come un incidente. Ma Carol suggerisce comunque a Mark di allontanarsi per un po' per non destare sospetti. L'uomo fa quanto richiesto ma dopo sei settimane, non venendo ricontattato da Carol, torna sul lago, scoprendo che la donna se ne è già andata da tre settimane.
Quindi è lo stesso ispettore MacLennan a condurlo da Carol. Qui Mark scopre che la donna lo ha sfruttato e ora fa di nuovo coppia con Vincent e gli dà il benservito, certa che lui non proferirà parola sulla morte di Beverly, in quanto complice nel delitto.
Mark invece sceglie di confessare tutto, conscio che a lui toccherà sì la prigione, ma a lei spetterà pena di morte.

## Produzione
Comunemente considerato un B-movie, venne prodotto dalla casa di produzione britannica Hammer, prima che la stessa diventasse famosa con i film di genere horror.
La pellicola, in effetti, ha una durata limitata e vede la presenza di attori statunitensi di secondo piano. Inoltre l'ambientazione è chiaramente ispirata al noir con riferimenti a classici del genere come Il postino suona sempre due volte.